# Sportclub Preußen 06 Münster 2017-2018
Questa voce raccoglie le informazioni riguardanti il Sportclub Preußen 06 Münster nelle competizioni ufficiali della stagione 2017-2018.

## Stagione
Nella stagione 2017-2018 il Preussen Münster, allenato da Benno Möhlmann e Marco Antwerpen, concluse il campionato di 3. Liga al 10º posto.

## Rosa
| N. |                     | Ruolo | Calciatore                |
| -- | ------------------- | ----- | ------------------------- |
| 1  | Germania (bandiera) | P     | Nils Körber               |
| 2  | Francia (bandiera)  | D     | Stéphane Tritz            |
| 5  | Germania (bandiera) | D     | Fabian Menig              |
| 6  | Germania (bandiera) | C     | Sandrino Braun-Schumacher |
| 7  | Germania (bandiera) | A     | Lucas Cueto               |
| 8  | Germania (bandiera) | C     | Michele Rizzi             |
| 10 | Polonia (bandiera)  | C     | Martin Kobylański         |
| 11 | Germania (bandiera) | A     | Tobias Rühle              |
| 12 | Turchia (bandiera)  | C     | Mehmet Kara               |
| 13 | Germania (bandiera) | D     | Ole Kittner               |
| 15 | Germania (bandiera) | D     | Simon Scherder            |
| 16 | Germania (bandiera) | A     | Tobias Warschewski        |
| 17 | Germania (bandiera) | C     | Nico Rinderknecht         |
| 18 | Germania (bandiera) | A     | Lennart Stoll             |
| 20 | Germania (bandiera) | C     | Philipp Hoffmann          |

| N. |                     | Ruolo | Calciatore          |
| -- | ------------------- | ----- | ------------------- |
| 21 | Germania (bandiera) | C     | Danilo Wiebe        |
| 23 | Germania (bandiera) | C     | Benjamin Schwarz    |
| 24 | Germania (bandiera) | A     | Luca Steinfeldt     |
| 25 | Germania (bandiera) | D     | Lion Schweers       |
| 26 | Germania (bandiera) | D     | Sebastian Mai       |
| 27 | Germania (bandiera) | A     | Moritz Heinrich     |
| 29 | Germania (bandiera) | D     | Jeron Al-Hazaimeh   |
| 32 | Germania (bandiera) | A     | Cyrill Akono        |
| 34 | Germania (bandiera) | D     | Jannik Borgmann     |
| 35 | Germania (bandiera) | P     | Max Schulze Niehues |
| 37 | Germania (bandiera) | P     | Luis Klante         |
| 38 | Germania (bandiera) | P     | Stephan Tantow      |
| 39 | Germania (bandiera) | A     | Adriano Grimaldi    |
| 46 | Germania (bandiera) | D     | Julian Conze        |

## Organigramma societario
Area tecnica
- Allenatore: Marco Antwerpen
- Allenatore in seconda: Kurtulus Öztürk
- Preparatore dei portieri: Milenko Gilić
- Preparatori atletici:

## Calciomercato

### Sessione estiva
| Acquisti | Acquisti          | Acquisti         | Acquisti |
| R.       | Nome              | da               | Modalità |
| -------- | ----------------- | ---------------- | -------- |
| A        | Moritz Heinrich   | Monaco 1860      |          |
| C        | Nico Rinderknecht | Ingolstadt 04 II |          |
| A        | Lucas Cueto       | San Gallo        |          |
| P        | Luis Klante       | Hoffenheim U19   |          |
| P        | Nils Körber       | Hertha Berlino   |          |
| D        | Fabian Menig      | Aalen            |          |

| Cessioni | Cessioni       | Cessioni         | Cessioni |
| R.       | Nome           | a                | Modalità |
| -------- | -------------- | ---------------- | -------- |
| A        | Mirkan Aydin   | Altınordu        |          |
| P        | Patrick Drewes | Kickers Würzburg |          |
| D        | Denis Mangafic | Borussia Fulda   |          |
| A        | Cihan Özkara   | Verl             |          |
| C        | Sinan Tekerci  | Dinamo Dresda    |          |

### Sessione invernale
| Acquisti | Acquisti | Acquisti | Acquisti |
| R.       | Nome     | da       | Modalità |
| -------- | -------- | -------- | -------- |

| Cessioni | Cessioni           | Cessioni                | Cessioni |
| R.       | Nome               | a                       | Modalità |
| -------- | ------------------ | ----------------------- | -------- |
| A        | Justin Steinkötter | Borussia M'gladbach U19 |          |

## Risultati

### 3. Liga

#### Girone di andata
| Arbitro: | Gerach |

|             |           |              |
| Neuhold 10’ | Marcatori | 29’ Grimaldi |

| Arbitro: | Kempkes |

|                                             |           |  |
| Grimaldi 51’ Kobylański 66’ Al-Hazaimeh 86’ | Marcatori |  |

| Arbitro: | Waschitzki-Günther |

|  |           |           |
|  | Marcatori | 69’ Rizzi |

| Arbitro: | Mix |

|  |           |            |
|  | Marcatori | 27’ Kazior |

| Arbitro: | Alt |

|  |           |              |
|  | Marcatori | 65’ Niemeyer |

| Arbitro: | Sather |

|               |           |         |
| Benyamina 58’ | Marcatori | 31’ Mai |

| Arbitro: | Petersen |

|  |           |                         |
|  | Marcatori | 38’ König 56’ Wachsmuth |

| Arbitro: | Cortus |

|                        |           |              |
| Wassey 67’, 81’ (rig.) | Marcatori | 29’ Heinrich |

| Arbitro: | Müller |

|                |           |                   |
| Kobylański 85’ | Marcatori | 90’ Schnellbacher |

| Arbitro: | Schwermer |

|                                       |           |  |
| Günther-Schmidt 29’ (rig.) Starke 90’ | Marcatori |  |

| Arbitro: | Jablonski |

|                                                             |           |                   |
| Kittner 4’ Rühle 29’ Kobylański 51’ (rig.) Rinderknecht 83’ | Marcatori | 48’ (rig.) Savran |

| Arbitro: | Skorczyk |

|             |           |  |
| Bigalke 66’ | Marcatori |  |

| Arbitro: | Wollenweber |

|                 |           |                |
| Al-Hazaimeh 76’ | Marcatori | 25’ Föhrenbach |

| Arbitro: | Osmanagic |

|                                                            |           |                     |
| Schäffler 4’, 16’, 80’ Breitkreuz 27’ Andrist 42’ Dams 70’ | Marcatori | 40’, 78’ Kobylański |

| Arbitro: | Brütting |

|                       |           |                |
| Kobylański 15’ (rig.) | Marcatori | 39’ Keita-Ruel |

| Arbitro: | Bokop |

|                                             |           |  |
| Baumgärtel 10’ Kleineheismann 37’ Röser 65’ | Marcatori |  |

| Arbitro: | Bläser |

|              |           |  |
| Scherder 49’ | Marcatori |  |

| Lotte 2 dicembre 2017, ore 14:00 CET 18ª giornata | Sportfreunde Lotte | 0 – 0 referto | Preußen Münster | FRIMO Stadion (3 084 spett.)\| Arbitro: \| Günsch \| |
| Arbitro:                                          | Günsch             |               |                 |                                                      |

| Arbitro: | Wollenweber |

|              |           |                                                   |
| Grimaldi 59’ | Marcatori | 35’ (aut.) Grimaldi 41’ Sané 58’ Gyau 65’ Röttger |

#### Girone di ritorno
| Arbitro: | Bokop |

|                                                       |           |  |
| Rühle 6’ Kobylański 15’ (rig.), 50’ Grimaldi 74’, 86’ | Marcatori |  |

| Arbitro: | Sather |

|                               |           |  |
| Wagner 20’ Leugers 75’ (rig.) | Marcatori |  |

| Arbitro: | Kampka |

|              |           |  |
| Scherder 32’ | Marcatori |  |

| Arbitro: | Brütting |

|                        |           |                                 |
| Schmidt 20’ Manneh 53’ | Marcatori | 56’ (rig.), 61’, 72’, 90’ Rizzi |

| Arbitro: | Skorczyk |

|                                 |           |             |
| Schwede 13’ Handke 32’ Beck 34’ | Marcatori | 9’ Scherder |

| Arbitro: | Gerach |

|                             |           |  |
| Kobylański 10’ Scherder 54’ | Marcatori |  |

| Arbitro: | Müller |

|           |           |  |
| Miatke 4’ | Marcatori |  |

| Arbitro: | Jablonski |

|              |           |             |
| Grimaldi 18’ | Marcatori | 76’ Klement |

| Aalen 7 marzo 2018, ore 19:00 CET 28ª giornata | Aalen  | 0 – 0 referto | Preußen Münster | Ostalb Arena (3 024 spett.)\| Arbitro: \| Bläser \| |
| Arbitro:                                       | Bläser |               |                 |                                                     |

| Arbitro: | Welz |

|                   |           |                        |
| Grimaldi 32’, 76’ | Marcatori | 13’ Starke 25’ Wolfram |

| Arbitro: | Müller |

|  |           |              |
|  | Marcatori | 28’ Grimaldi |

| Arbitro: | Schult |

|                          |           |  |
| Kittner 35’ Scherder 66’ | Marcatori |  |

| Arbitro: | Pfeifer |

|                                                       |           |  |
| Al-Hazaimeh 31’ (aut.) Schleusener 61’ Föhrenbach 78’ | Marcatori |  |

| Arbitro: | Osmers |

|                |           |  |
| Kobylański 44’ | Marcatori |  |

| Arbitro: | Günsch |

|                             |           |                                             |
| Menig 47’ (aut.) Bender 84’ | Marcatori | 17’ Schweers 36’, 65’ Grimaldi 56’ Hoffmann |

| Arbitro: | Bläser |

|           |           |                      |
| Akono 34’ | Marcatori | 41’ Zenga 77’ Fetsch |

| Arbitro: | Osmanagic |

|              |           |                  |
| Baumgart 53’ | Marcatori | 6’, 57’ Grimaldi |

| Arbitro: | Müller |

|                                       |           |  |
| Grimaldi 25’, 83’ Rossmann 40’ (aut.) | Marcatori |  |

| Arbitro: | Haslberger |

|                      |           |                               |
| Özdemir 26’ Sohm 66’ | Marcatori | 38’ Rinderknecht 50’ Hoffmann |

## Statistiche

### Statistiche di squadra
| Competizione | Punti | In casa | In casa | In casa | In casa | In casa | In casa | In trasferta | In trasferta | In trasferta | In trasferta | In trasferta | In trasferta | Totale | Totale | Totale | Totale | Totale | Totale | DR |
| Competizione | Punti | G       | V       | N       | P       | Gf      | Gs      | G            | V            | N            | P            | Gf           | Gs           | G      | V      | N      | P      | Gf     | Gs     | DR |
| ------------ | ----- | ------- | ------- | ------- | ------- | ------- | ------- | ------------ | ------------ | ------------ | ------------ | ------------ | ------------ | ------ | ------ | ------ | ------ | ------ | ------ | -- |
| 3. Liga      | 52    | 19      | 9       | 5       | 5       | 30      | 17      | 19           | 5            | 5            | 9            | 20           | 32           | 38     | 14     | 10     | 14     | 50     | 49     | +1 |
| Totale       | 52    | 19      | 9       | 5       | 5       | 30      | 17      | 19           | 5            | 5            | 9            | 20           | 32           | 38     | 14     | 10     | 14     | 50     | 49     | +1 |

### Andamento in campionato
| Giornata  | 1  | 2 | 3 | 4 | 5 | 6  | 7  | 8  | 9  | 10 | 11 | 12 | 13 | 14 | 15 | 16 | 17 | 18 | 19 | 20 | 21 | 22 | 23 | 24 | 25 | 26 | 27 | 28 | 29 | 30 | 31 | 32 | 33 | 34 | 35 | 36 | 37 | 38 |
| --------- | -- | - | - | - | - | -- | -- | -- | -- | -- | -- | -- | -- | -- | -- | -- | -- | -- | -- | -- | -- | -- | -- | -- | -- | -- | -- | -- | -- | -- | -- | -- | -- | -- | -- | -- | -- | -- |
| Luogo     | T  | C | T | C | C | T  | C  | T  | C  | T  | C  | T  | C  | T  | C  | T  | C  | T  | C  | C  | T  | C  | T  | T  | C  | T  | C  | T  | C  | T  | C  | T  | C  | T  | C  | T  | C  | T  |
| Risultato | N  | V | V | P | P | N  | P  | P  | N  | P  | V  | P  | N  | P  | N  | P  | V  | N  | P  | V  | P  | V  | V  | P  | V  | P  | N  | N  | N  | V  | V  | P  | V  | V  | P  | V  | V  | N  |
| Posizione | 12 | 3 | 5 | 7 | 9 | 10 | 12 | 13 | 12 | 18 | 12 | 16 | 15 | 16 | 15 | 17 | 15 | 15 | 16 | 16 | 16 | 15 | 14 | 15 | 12 | 15 | 15 | 14 | 14 | 12 | 12 | 13 | 12 | 10 | 12 | 11 | 9  | 10 |

Legenda:

Luogo: C = Casa; T = Trasferta. Risultato: V = Vittoria; N = Pareggio; P = Sconfitta.

### Statistiche dei giocatori
| C. Akono            | 2  | 1  | 0 | 0 |
| J. Al-Hazaimeh      | 32 | 2  | 5 | 0 |
| J. Borgmann         | 3  | 0  | 0 | 0 |
| S. Braun-Schumacher | 25 | 0  | 5 | 0 |
| J. Conze            | 1  | 0  | 1 | 0 |
| L. Cueto            | 10 | 0  | 1 | 0 |
| A. Grimaldi         | 32 | 15 | 6 | 0 |
| M. Heinrich         | 23 | 1  | 1 | 0 |
| P. Hoffmann         | 33 | 2  | 6 | 0 |
| M. Kara             | 0  | 0  | 0 | 0 |
| O. Kittner          | 26 | 2  | 8 | 0 |
| L. Klante           | 0  | 0  | 0 | 0 |
| M. Kobylański       | 36 | 10 | 5 | 0 |
| N. Körber           | 20 | 0  | 0 | 0 |
| S. Mai              | 19 | 1  | 4 | 1 |
| F. Menig            | 37 | 0  | 5 | 0 |
| M. Niehues          | 19 | 0  | 1 | 0 |
| N. Rinderknecht     | 14 | 2  | 4 | 0 |
| M. Rizzi            | 31 | 5  | 6 | 0 |
| T. Rühle            | 37 | 2  | 4 | 0 |
| S. Scherder         | 25 | 5  | 2 | 1 |
| B. Schwarz          | 5  | 0  | 1 | 0 |
| L. Schweers         | 32 | 1  | 2 | 0 |
| L. Steinfeldt       | 2  | 0  | 0 | 0 |
| J. Steinkötter      | 2  | 0  | 0 | 0 |
| L. Stoll            | 18 | 0  | 0 | 0 |
| S. Tantow           | 0  | 0  | 0 | 0 |
| S. Tritz            | 20 | 0  | 3 | 1 |
| T. Warschewski      | 11 | 0  | 1 | 0 |
| D. Wiebe            | 15 | 0  | 2 | 0 |